# Balanced scorecard
A balanced scorecard (rövidítve: BSC) egy stratégiai vezetési eszköz (keretrendszer). Magyarul a kiegyensúlyozott stratégiai mutatószám-rendszer elnevezés fedi le, ám a hazai gyakorlatban is az angol elnevezés használatos. Jelentősége a stratégiai irányítás és a kontroll összekapcsolásában áll, melynek során a pénzügyi mellett más nézőpontok, és nem pénzügyi mutatószámok is megjelennek. Az eszköz egyszerűsége, áttekinthetősége, és lényegi vezetési problémára adott válaszai által vált kimagaslóan népszerűvé.
- A balanced scorecard nézőpontjai: pénzügyi nézőpont, vevői nézőpont, működési folyamatok nézőpontja, tanulás-fejlődés nézőpontja.
- Valamennyi nézőpont esetében azonosítandók: a stratégiai célok, az ezeket mérhetővé tévő mutatószámok, a mutatókkal kapcsolatos elvárások (célértékek), és az elvárások elérése érdekében szükséges akciók.

## Története
A Kaplan–Norton szerzőpáros 1992-től sorozatban publikálta nézeteit az általuk kifejlesztett balanced scorecard kiegyensúlyozott stratégiai mutatószám-rendszerről. Az elnevezésben a "balanced" szó kiegyensúlyozást jelent: a négy nézőpont között, a pénzügyi és a nem pénzügyi mutatók között, avagy az objektív és a szubjektív mérések és mutatók között. A "scorecard" szó az Amerikában népszerű sportokban használt pontozótáblákra utal. A szerzőpárosnak az 1996-ban, az Egyesült Államokban megjelent könyve menedzsment bestsellerré vált, a módszertan pedig menedzsment divattá. Később a szerzőpáros valamint elméleti és gyakorlati szakemberek továbbfejlesztették a megközelítést módszertani, tervezési szempontból. A mutatószámok stratégiai térképe mellett megemlíthető a közszolgálati szervezetekre alkalmazott balanced scorecard a továbbfejlesztések között.

## A Balanced Score Card új trendjei
- A BSC kialakításához egyre nagyobb hangsúlyt kapnak a tiszta, jól strukturált üzleti modellek.
- Növekvő a stratégiai térkép szerepe.
- Egyre jellemzőbb, hogy a vállalaton belüli felügyeletet egy BSC-iroda látja el.
- Jellemzően a Balanced Scorcard napjainkban összeköttetésben állnak más irányító rendszerekkel is (tervezés és beszámolás, célmeghatározás, IT stb.)
- Egyre hatékonyabb a BSC-k kidolgozása[3]

## Az eszköz célja és jelentősége
Gyors és átfogó képet nyújt a vezetőségnek a vállalat működéséről. A pénzügyi mutatók tájékoztatnak a vállalat múltbeli tevékenységének teljesítményéről, a nem pénzügyi (teljesítménymutatók) pedig a jövőbeli pénzügyi teljesítményt befolyásoló tényezőket jellemzik. 
- A stratégia tisztázása és konszenzus teremtése.
- A stratégia kommunikálása a szervezet érintettjei felé.
- A stratégia összehangolása a szervezeti egységek céljaival és az egyéni célokkal.
- A stratégiai célok összekapcsolása a hosszú távú célokkal és az éves tervezéssel.
- A stratégiai programok meghatározása és összehangolása.
- A stratégia rendszeres időközönkénti felülvizsgálata.
- Visszacsatolás, stratégiai tanulás és a stratégia javítása.[4]

## A BSC nézőpontjai
A balanced scorecard négy nézőpontja közötti összefüggések legalább olyan lényegesek, mint önmagukban a mutatók a négy nézőpont mentén.
Pénzügyi nézőpont
- Hogyan kellene pozicionálni a vállalatot a befektetők felé?
- Mit kell elérni ahhoz, hogy tulajdonosok szerint a vállalat pénzügyileg sikeres legyen?

Vevői nézőpont
- Mit kell tennünk azért, hogy vevőink elégedettek legyenek?
- Hogyan jelenjünk meg a vevők előtt úgy, hogy stratégiánkat sikeresen megvalósítsuk?

Működési folyamatok nézőpontja
- Mely folyamatokat kell optimalizálnunk, hogy megfeleljünk vevőink elvárásainak?
- Mely folyamatokban kell kiváló teljesítményt nyújtanunk ahhoz, hogy vevőink és tulajdonosaink elégedettek legyenek? (Bővebben lásd: Folyamatmenedzsment

Tanulás-fejlődés nézőpontja
- Hogyan kell a szervezetnek továbbfejlődnie, hogy megvalósítsa a jövőképét?
- Mit kell tennünk a szervezeti és egyéni tanulás, illetve az innováció érdekében azért, hogy képesek legyünk a változásra?

## Példák a BSC nézőpontok lehetséges stratégiai céljaira
A következő felsorolásban példákat láthatunk, az egyes nézőpontok lehetséges stratégiai céljairól.

### A pénzügyi nézőpont stratégiai céljai
- jövedelmezőség növelése
- árbevétel megkétszerezése
- magas működési nyereség elérése
- nyereségesebb megbízások a vállalat számára
- cash flow növekedés stb.

### A vevői nézőpont stratégiai céljai
- piaci pozíció megerősítése
- új imázs felépítése
- ismertség növelése
- vevők proaktív kiszolgálása
- ügyfelek megtartása stb.

### A folyamat nézőpont stratégiai céljai
- értékesítési hatékonyság növelése
- folyamatorientáltság érvényesítése
- gyorsabb ajánlatkérés
- kapacitás növelése
- stratégiai partneri hálózat kialakítása stb.

### A tanulási és fejlődési nézőpont stratégiai céljai
- munkatársak célirányos képzése
- korfa kialakítása
- elérhető tudásbázis kialakítása
- ösztönzői és előrelépési rendszer kialakítása
- új kompetencia kiépítése stb.[5]

## A BSC kialakítása
A balanced scorecard kialakítása jellemzően az alábbi lépéseken halad végig.
1. A stratégia értelmezése. Milyen stratégiát kívánunk követni a jövőben?
2. A stratégiai célok meghatározása. A négy nézőpont mentén meghatározott célok, és ezek összefüggéseinek megértése.
3. Mutatók kiválasztása, elvárások meghatározása. Mivel tudom mérni a célok teljesülését? Milyen elvárásnak kell megfelelni a cél eléréséhez?
4. Akciók megfogalmazása. Mit kell tennem a célok teljesüléséért?[6] (Bővebben lásd: Szervezetalakítás)

## Mutatószámok
A mutatószám (key performance indicator) a stratégiai cél teljesülését mutatja.
A mutatószám adja meg a cél teljesülésének mérési módját; meghatározása a BSC kialakítási folyamat során történik. 
A mutatószámok kiválasztásakor mind a célok elérésének ábrázolását, mind az ezáltal elért magatartás-befolyásolást figyelembe kell venni. Továbbá különbséget kell tenni a vállalatban már létező mutatószámok és az újonnan bevezetendők között.

## Kritikák
- A BSC négy nézőpontja nem kezeli az érintetteket. Így jelentős problémát jelenthet a szállítókkal kapcsolatos stratégia végrehajtásában.
- Nem ad útmutatást arra, hogy mit kell tennie a menedzsmentnek a változóval.
- Nem kezeli az egyes változók közötti korrelációt.
- Napjainkig kevés empirikus kutatás bizonyította a BSC valódi hatását a vállalati jövedelmezőségre.
- Bevezetéséhez megfelelő szervezeti kultúra kell. Az ehhez szükséges szervezeti változás nagy figyelmet és energiát igényel.